# Taça Ouro Superliga Brasileira de Voleibol Feminino de 2017 - Série A
 Taça Ouro de Voleibol Feminino de 2017 foi a terceira edição da competição organizada anualmente pela CBV na qual reúnem-se os clubes desclassificados na Superliga Brasileira B  e s últimas colocadas na Superliga Brasileira A, disputada de 2 a 5 de agosto de 2017, na cidade de Santo André, no estado de São Paulo. Ao final da competição o SESI-SP, estreante nesta competição, conquista o título vencendo todos os jogos alcançou a promoção a elite do voleibol nacional para disputar a seguinte Superliga Brasileira A 2017-18.

## Equipes participantes
O torneio reuniu a equipe vice-campeã da Superliga Brasileira B e os clubes rebaixados da Superliga Brasileira A 2016-17, foram estes os participantes desta edição:
| Equipe                  | Cidade    | Última participação   | Temporada 2016/2017                                                         |
| ----------------------- | --------- | --------------------- | --------------------------------------------------------------------------- |
| Madero CWB              | Curitiba  | estreante             | 2º Colocado na Superliga Brasileira de Voleibol 2017 - Série B              |
| Renata Valinhos Country | Valinhos  | Torneio Seletivo 2016 | 12º Colocado na Superliga Brasileira de Voleibol Feminino 2016–17 - Série A |
| SESI-SP                 | São Paulo | estreante             | 12º Colocado na Superliga Brasileira de Voleibol Feminino 2016–17 - Série A |

## Fase classificatória

### Classificação
- Vitória por 3 sets a 0 ou 3 a 1: 3 pontos para o vencedor;
- Vitória por 3 sets a 2: 2 pontos para o vencedor e 1 ponto para o perdedor.
- Não comparecimento, a equipe perde 2 pontos.
- Em caso de igualdade por pontos, os seguintes critérios servem como desempate: número de vitórias, razão de sets e razão de ralis.

O vencedor foi o clube que fez maior número de pontos
|  |                                                                                              |
|  | Campeão e Classificado para a Superliga Brasileira de Voleibol Feminino de 2017–18 - Série A |
|  | Equipes que disputarão a Superliga Brasileira de Voleibol Feminino de 2018 - Série B.        |

|     |                         |     | Jogos | Jogos | Jogos | Resultados | Resultados | Resultados | Resultados | Resultados | Resultados | Sets | Sets | Sets  | Pontos | Pontos | Pontos |
| Pos | Equipe                  | Pts | T     | V     | D     | 3–0        | 3–1        | 3–2        | 2–3        | 1–3        | 0–3        | V    | P    | R     | V      | P      | R      |
| --- | ----------------------- | --- | ----- | ----- | ----- | ---------- | ---------- | ---------- | ---------- | ---------- | ---------- | ---- | ---- | ----- | ------ | ------ | ------ |
| 1   | SESI-SP                 | 5   | 2     | 2     | 0     | 0          | 1          | 1          | 0          | 0          | 0          | 6    | 3    | 2,000 | 307    | 286    | 1.073  |
| 2   | Renata Valinhos Country | 2   | 2     | 0     | 2     | 0          | 0          | 0          | 2          | 0          | 0          | 4    | 6    | 0.667 | 283    | 235    | 1.204  |
| 3   | Madero CWB              | 1   | 2     | 0     | 2     | 0          | 0          | 0          | 1          | 1          | 0          | 3    | 6    | 0.500 | 193    | 232    | 0.832  |

### Resultados
A tabela da competição foi divulgada em 22 de março de 2016.
Para um dado resultado encontrado nesta tabela, a linha se refere ao mandante e a coluna, ao visitante.
|                         | VAL | SES | MAD |
| ----------------------- | --- | --- | --- |
| Renata Valinhos Country | –   | 1-3 | 2-3 |
| SESI-SP                 | 3-2 | –   | 3-1 |
| Madero CWB              | 3-2 | 1–3 | –   |